# FC Angeln 02
Der FC Angeln 02 ist ein gemeinsamer Fußballverein mehrerer Orte im Kreis Schleswig-Flensburg in Schleswig-Holstein. Spielort der 1. Mannschaft ist Steinfeld. In der Saison 2014/15 spielte die Mannschaft in der Schleswig-Holstein-Liga.

## Geschichte
Im Frühjahr 2002 schlossen sich die Fußballabteilungen der Stammvereine Borener SV, SG Thumby, TSV Böel-Mohrkirch sowie der TSV Schleiharde zum FC Angeln 02 zusammen. Der neu gegründete Verein bietet in jeder Altersklasse mindestens eine Leistungs- sowie eine Spaßmannschaft.

### Frauenfußball
Die erste Frauenmannschaft spielt seit dem Aufstieg im Jahre 2009 in der viertklassigen Schleswig-Holstein-Liga. Ebenfalls im Jahre 2009 erreichte die Mannschaft das Endspiel um den Schleswig-Holstein-Pokal, welches gegen den TSV Nahe mit 1:4 verloren wurde. Da der TSV Nahe am Saisonende seine Frauenfußballabteilung auflöste, durfte der FC Angeln 02 in den DFB-Pokal nachrücken. In der ersten Runde unterlag die Mannschaft dem Zweitligisten Blau-Weiß Hohen Neuendorf mit 0:9.

### Männerfußball
Nach dem Zusammenschluss erlebte die erste Männermannschaft des FC Angeln 02 einen rasanten Aufschwung. Nach dem Aufstieg in die Bezirksliga im Jahre 2005 folgte der Durchmarsch in die Bezirksoberliga ein Jahr später. Im Jahre 2008 stieg die Mannschaft in die sechstklassige Verbandsliga Schleswig-Holstein auf, in die nach dem Abstieg 2011 der Wiederaufstieg 2012 gelang. Zwei Jahre später gelang der Aufstieg in die Schleswig-Holstein-Liga, aus der sie im Jahre 2015 als Tabellenletzter wieder absteigen mussten.